# Кадиевка (село)
Кадиевка (укр. Кадиївка) — село в Ярмолинецком районе Хмельницкой области Украины.

## История
В июле 1995 года Кабинет министров Украины утвердил решение о приватизации находившегося здесь совхоза.
Население по переписи 2001 года составляло 559 человек.

## Местный совет
32112, Хмельницкая обл., Ярмолинецкий р-н, с. Кадиевка